# Acianthera mantiquyrana
Acianthera mantiquyrana es una especie de orquídea originaria de Argentina y Brasil donde se encuentra en Minas Gerais y Rio Grande do Sul, estando subordinado al género Pleurothallis no obstante, las publicaciones de 2012 muestran que es una especie de Acianthera. 

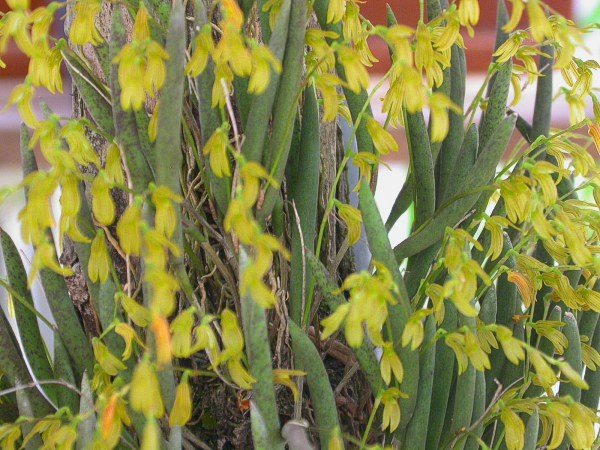
Vista de la planta

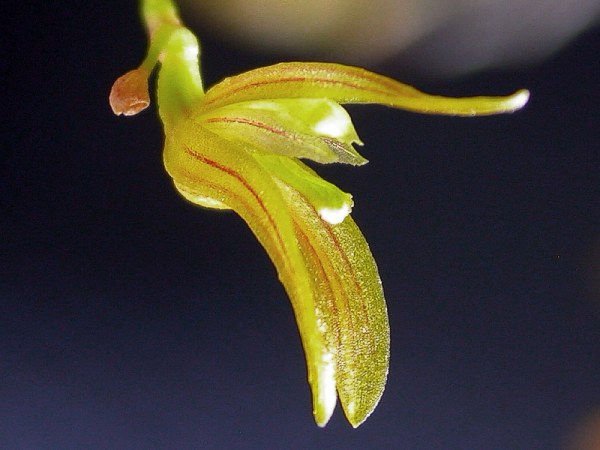
Flor

## Descripción
Tiene hojas cilíndricas, acuminadas, erguidas, con inflorescencias en posición vertical con alrededor de cinco grandes flores amarillas. A pesar de que Kew todavía la considera como Pleurothallis rhabdosepala, su sinónimo, el holotipo muestra claramente que se trata de la misma planta, por lo viene aquí como sinónimo. También la descripción de Pleurothallis subulifolia encaja perfectamente en esta especie.

## Taxonomía
Acianthera mantiquyrana fue descrita por (Rchb.f.) Pridgeon & M.W.Chase y publicado en Lindleyana 16(4): 244. 2001.
Etimología
Acianthera: nombre genérico que es una referencia a la posición de las anteras de algunas de sus especies.
mantiquyrana: epíteto geográfico que alude a su localización en las montañas de la Sierra de la Mantiqueira.
Sinonimia
- Pleurothallis mantiquyrana Barb.Rodr., Gen. Spec. Orchid. 2: 14 (1881).
- Pleurobotryum mantiquyranum (Barb.Rodr.) Hoehne, Bol. Mus. Nac. Río de Janeiro 12(2): 28 (1936).
- Pleurothallis rhabdosepala Schltr., Notizbl. Bot. Gart. Berlin-Dahlem 7: 276 (1918).
- Pleurobotryum rhabdosepalum (Schltr.) Hoehne, Bol. Mus. Nac. Río de Janeiro 12(2): 28 (1936).
- Pleurothallis subulifolia Kraenzl., Orchis 2: 91 (1908).
- Pleurobotryum subulifolium (Kraenzl.) Pabst, Orchid. Bras. 1: 166 (1975).